# 2 Bootis
Désignations
2 Bootis est une étoile de la constellation du Bouvier située à 337 années-lumière de la Terre. Elle est visible à l'œil nu comme une étoile pâle de couleur jaune avec une magnitude apparente visuelle de 5,63. Elle s'éloigne du Système solaire avec une vitesse radiale héliocentrique de +4 km/s.
Âgée de 1,33 milliard d'années, c'est une étoile géante évoluée de type spectral K0 III, ayant épuisé l'hydrogène de son noyau et s'étant étendue hors de la séquence principale. Elle a 1,9 fois la masse du Soleil et dix fois le rayon du Soleil. L'étoile rayonne 60 fois la luminosité du Soleil à partir de sa photosphère agrandie à une température effective de 4 867 K.